# Squaresoft
Square Co., Ltd. o simplemente Square, conocida internacionalmente como Squaresoft, fue una empresa japonesa de videojuegos fundada en septiembre de 1986 por Masafumi Miyamoto como parte de una firma de desarrollo de software, llamada Denyuusha. En 2003 se fusionó con Enix, dando lugar así a Square Enix.
En 1985, Squaresoft comenzó a crear sus primeros juegos para el famoso NES (Nintendo Entertainment System). Sus juegos no tuvieron el éxito deseado.
A pesar de esto, ese mismo año, Squaresoft contrató a Hironobu Sakaguchi, al cual se le dio la oportunidad de crear el que sería su último juego (y que igualmente iba a ser el juego final de la empresa) aunque realmente no lo fue. Aquella creación recibió el nombre de Final Fantasy, un juego de tipo RPG basado en 4 cristales sagrados, cada uno de ellos representando a un elemento específico en un mundo de fantasía. El juego tuvo un enorme éxito, tanto en Japón como en Estados Unidos, que ni siquiera su propio creador había esperado. Desde entonces, se han creado 16 juegos sobre este universo, (contando la primera versión) para diferentes plataformas e infinidades de spin off, convirtiéndose en uno de los máximos referentes de los juegos de rol.
Square también ha creado otros juegos conocidos, casi siempre del género de RPG, tales como Chrono Trigger, Xenogears, Chrono Cross, Secret of Mana, Einhänder, Seiken Densetsu 3, Final Fantasy Tactics, Brave Fencer Musashi, Vagrant Story y Kingdom Hearts, este último hecho con cooperación de Disney Interactive. El único juego de un género que no fuera RPG en que Square ha destacado ha sido Tobal, que tuvo una secuela.Otro de los grandes éxitos de ventas para la consola PSX fue Parasite Eve, un juego survival de terror, pero con una combinación de RPG.
En el 2001, la sección de Square Pictures, creó una película basada en tecnología CGI, hecha a partir del propio juego Final Fantasy, la cual se llamó Final Fantasy: The Spirits Within y fue un fracaso en taquilla.
Debido a este fracaso Square se fusionó con Enix; otra empresa japonesa de juegos y especialista también en el género de RPG, su principal competidora en los años 1980 y 90 y creadora de la saga Dragon Quest; en el 2002 para cubrir los gastos de producción y hacerse más competitiva tras el resultado del fracaso económico de la película Final Fantasy: The Spirits Within. En abril de 2003 la unión se completó, creando Square Enix.

## Subsidiarias

### Internacionales
Square Soft, Inc. fue establecida como la subsidiaria oficial de América del Norte de Square en marzo de 1989. Era la responsable de la producción y distribución de las localizaciones norteamericanas de los juegos de Square durante la era de los 16 bits, y continuó produciendo localizaciones en inglés de los juegos de Square durante la era de los 32 bits. También ha sido el responsable de localizar un número de juegos no pertenecientes a Square, como Breath of Fire de Capcom para SNES y Wild Arms 3 de Sony para PlayStation 2. Desarrolló el juego Secret of Evermore para SNES. Es actualmente conocida como Square Enix, Inc. La sede original de Square Soft estaba en Redmond, Washington, donde distribuyó su ya no existente boletín, el Ogopogo Examiner, pero fue trasladada a Costa Mesa, California en agosto de 1996, donde se mantuvo hasta finales de 2005. En 2006 Square Enix, Inc. mudó su sede a El Segundo, California.
Square USA, Inc. (originalmente conocida como Square L.A., Inc.) fue establecida en agosto de 1995. Funciona como un estudio de desarrollo e investigación de imágenes de gama alta generadas por computadoras, y ha sido esencial en la producción de gráficos para los juegos creados por Square desde el inicio de la era de los 32 bits. Sus sedes se encuentran en Los Ángeles, California y Honolulu, Hawái. Al igual que su empresa hermana, Square Soft, Inc., Square USA fue una subsidiaria completa de Square Co., Ltd.
Square Europe, Ltd. fue establecida en diciembre de 1998 para localizar y mercadotecnizar juegos desarrolladores por Square en Europa y Australia. Establecida en Londres, Inglaterra, Square Europe obtuvo derechos de publicación exclusivos en Europa y otros territorios con PAL para todos los juegos de entretenimiento interactivo desarrollados por Square.

## Videografía
- 1985
  - Thexder
- 1986
  - King's Knight
- 1987
  - 3-D WorldRunner
  - Rad Racer
  - JJ (Solo en Japón)
  - Final Fantasy
- 1988
  - Deep Dungeon III: The Journey to the Hero (Solo en Japón)
  - Hanjuku Hero (Solo en Japón)
  - Final Fantasy II (Solo Japón)
- 1989
  - Square's Tom Sawyer (Solo en Japón)
- 1990
  - Final Fantasy III (Solo en Japón)
  - Rad Racer II (Solo en Norteamérica)
- 1994
  - Final Fantasy I-II (Solo en Japón)

- 1986
  - Crystal Dragon
  - Deep Dungeon: The Heretic War
- 1987
  - Tobidase Daisakusen (3-D WorldRunner en Norteamérica)
  - Apple Town Story
  - Hao's Mystery Adventure
  - Deep Dungeon: The Crest of the Hero
  - Jikai Shounen Met Mag
  - Cleopatra's Demon Treasure
  - Sword of Kalin
- 1988
  - Raijin
  - Moonball Magic

- 1989
  - Makai Tōshi SaGa (Final Fantasy Legend en Norteamérica)
- 1991
  - Seiken Densetsu (Final Fantasy Adventure en Norteamérica)
  - SaGa 2: Hihō Densetsu (Final Fantasy Legend II en Norteamérica)
- 1992
  - SaGa 3: Jikū no Hasha (Final Fantasy Legend III en Norteamérica)
  - Seiken Densetsu: Final Fantasy Gaiden (Secret of Mana en Norteamérica)

- 1991
  - Final Fantasy IV (Final Fantasy II en Norteamérica)
  - Romancing SaGa (Solo en Japón)
- 1992
  - Final Fantasy V (Solo en Japón)
  - Final Fantasy Mystic Quest (Final Fantasy USA en Japón y Mystic Quest Legend en Europa)
  - Hanjuku Hero: Aah Sekai yo Hanjuku Nare (Solo Japón)
- 1993
  - Secret of Mana (Seiken Densetsu 2 en Japón)
  - Romancing SaGa 2 (Solo en Japón)
  - Alcahest (Solo en Japón)
- 1994
  - Final Fantasy VI (Final Fantasy III en Norteamérica)
  - Live A Live (Solo en Japón)
- 1995
  - Chrono Trigger
  - Front Mission (Solo en Japón)
  - Secret of Evermore
  - Seiken Densetsu 3 (Solo en Japón)
  - Romancing SaGa 3 (Solo en Japón)
- 1996
  - Bahamut Lagoon (Solo en Japón)
  - Front Mission: Gun Hazard (Solo en Japón)
  - Treasure of the Rudras (Solo en Japón)
  - Super Mario RPG: Legend of the Seven Stars (En conjunto con Nintendo)
  - Radical Dreamers (Solo en Japón)
  - Treasure Hunter G (Solo en Japón)

- 1996
  - Tobal No. 1
- 1997
  - Pro-Logic Mahjong Pai-Shin (Solo en Japón)
  - Final Fantasy VII (exclusivo para Playstation)
  - Bushido Blade
  - Final Fantasy IV (Solo en Japón)
  - Power Stakes (Solo en Japón)
  - Tobal 2 (Solo en Japón)
  - Final Fantasy Tactics
  - Digical League (Solo en Japón)
  - SaGa Frontier
  - Front Mission Second (Solo en Japón)
  - Power Stakes Grade 1 (Solo en Japón)
  - Einhander
  - Front Mission: Alternative (Solo en Japón)
  - Chocobo's Mysterious Dungeon (Solo en Japón)
- 1998
  - Super Live Stadium (Solo en Japón)
  - Xenogears
  - Bushido Blade 2
  - Hai-Shin 2 (Solo en Japón)
  - Parasite Eve
  - Power Stakes 2 (Solo en Japón)
  - Soukaigi (Solo en Japón)
  - Brave Fencer Musashi
  - Another Mind (Solo en Japón)
  - Ehrgeiz
  - Chocobo's Mysterious Dungeon 2
- 1999
  - Final Fantasy VIII
  - Final Fantasy Collection (Solo en Japón) (Final Fantasy IV, Final Fantasy V y Final Fantasy VI)
  - Chocobo Racing
  - SaGa Frontier 2
  - Cyber Org (Solo en Japón)
  - Racing Lagoon (Solo en Japón)
  - Legend of Mana
  - Front Mission 3
  - Final Fantasy Anthology
  - Threads of Fate
  - Chocobo Stallion (Solo en Japón)
  - Chocobo Collection (Solo en Japón)
  - Chocobo World (De Final Fantasy VIII)
  - Go Go Digger (De SaGa Frontier 2)
  - Ring Ring Land (De Legend of Mana)
- 2000
  - Vagrant Story
  - Final Fantasy IX
  - Square Millennium Collection (Solo en Japón)
    - Brave Fencer Musashi
    - Final Fantasy Tactics
    - SaGa Frontier
    - SaGa Frontier 2
    - Front Mission 3
    - Legend of Mana
    - Ehrgeiz
    - Parasite Eve II
    - Xenogears (Fei Edition and Elly Edition)
    - Chrono Cross

  - Driving Emotion Type-S
  - All Star Pro-Wrestling (Solo en Japón)
  - Gekikuukan Pro Baseball (Solo en Japón)
  - The Bouncer
- 2001
  - Final Fantasy Chronicles
  - PSone Books (Solo en Japón)
    - Final Fantasy Tactics
    - Chocobo Racing
    - Front Mission 3

  - All Star Pro-Wrestling II (Solo en Japón)
  - Final Fantasy X
- 2002
  - Final Fantasy I & II Premium Package
    - Final Fantasy (Remake)
    - Final Fantasy II (Remake)
    - Final Fantasy Origins (Norteamérica y Europa)

  - Final Fantasy XI (En América: 2003, en Europa: 2004 por Square-Enix)
  - Kingdom Hearts
  - Neichibeikan Professional Baseball Final League (Solo en Japón)
  - World Fantasista (Solo en Japón)
  - Unlimited SaGa (Solo en Japón)